# Arie van der Oord
Arie van der Oord (Nieuwe Niedorp, 17 juni 1889 - 16 oktober 1956) was een Nederlands nationaalsocialistisch journalist en uitgever.
Zijn ouders waren Abraham van der Oord en Impje Klant, die in 1888 trouwden. Hij zelf trouwde in 1916 met Carolina (Lina) Teetenburg (1889-1932) en ze hadden twee dochters, Impje en Carolina Alida Johanna.
In de jaren twintig en dertig van de twintigste eeuw woonde hij gedurende twaalf jaar in Duitsland, waardoor hij 'zeer pro-duitsch geworden' is, zo merkte hij in 1954 zelf op. Op 15 oktober 1936 riep hij te Den Haag uitgeverij 'De Batavier' in het leven. Op 23 mei 1941 kwam aan het bestaan ervan een einde. Ten gevolge van het staken der werkzaamheden besloot de Haagse Kamer van Koophandel toen tot opheffing van de onderneming. Medio 1940 was Van der Oord woonachtig te Amsterdam. Terzelfder tijd is hij lid van de NSB geworden. In 1941 komen we hem weer tegen, nu als redacteur van het beruchte tijdschrift De Misthoorn, een 'sociaal-politiek weekblad', zoals op de titelpagina staat aangegeven. In werkelijkheid was het een virulent antisemitisch scheldblad. Op 7 juni 1941 trad hij toe tot de Nederlandsche SS. George Kettmann beschreef in 1952 Van der Oord als volgt:
Van Oord, die vele politieke zangen in het genre Speenhoff op zijn naam had staan [...] nam in 1942 niet meer actief deel aan De Misthoorn.
Hieruit mag geconcludeerd worden dat Van der Oord aan De Misthoorn had meegewerkt. Hij was overigens de schoonvader van de directeur-hoofdredacteur van De Misthoorn, Johan Nijsse. In een brief uit 1955 van de Amsterdamse officier van Justitie aan de toenmalige minister van Justitie, wordt Van der Oord als volgt gekarakteriseerd:
Voor de oorlog een maatschappelijke non-valeur, vissend in troebel water als quasi-idealist; in de eerste jaren van de oorlog een pur-sang collaborateur, die door zijn politieke gezindheid eindelijk een kans kreeg; om een klein vermogen te verzamelen (vermoedelijk belegd in joodse huizen [...]; tegen de afloop van de oorlog [...] de goede vaderlander die geld beschikbaar stelde voor het goede doel.
Een hard oordeel, in ogenschouw nemende dat de naoorlogse zuivering haar scherpe kantjes al enige jaren eerder had verloren. In de jaren vijftig was Van der Oord woonachtig in Spanje – of hij Nederland heeft verlaten om aan de Bijzondere rechtspleging te ontkomen, is niet duidelijk.
In 1937 liet Van der Oord bij zijn eigen uitgeverij 'De Batavier' de brochure Sluipend gif verschijnen. Het boekje verscheen onder het pseudoniem 'Wutse'. De schrijver keert zich in felle bewoordingen tegen de teloorgang van de in zijn ogen grote en belangrijke morele en culturele waarden van het Nederlands volk. In het bijzonder richt hij zijn gifpijlen op al hetgeen hem in de contemporaine Nederlandse literatuur niet bevalt – en dat is nog al wat. Schrijvers als Marsman, Ter Braak, Vestdijk, Du Perron en Anthonie Donker moeten het ontgelden. Hij roept op tot een zuivering der Nederlandse cultuur, zodat de oude waarden, die eens een zinvolle leidraad voor cultuur en samenleving vormden, in ere zullen worden hersteld. Pas dan zal – nog altijd volgens deze Wutse – duidelijk worden waartoe het Nederlandse volk cultureel, politiek en moreel in staat is. Allemaal niets onbekends voor de tweede helft van de jaren dertig. In die jaren immers verschenen vele werkjes waarin de auteurs hun zorg uitten over de teloorgang van wat zij als waardevol, belangrijk en (vooral!) moreel juist achtten. Interessant aan juist dít ene boekje is dat pas in 2000 bekend is geworden wie zich achter het pseudoniem Wutse verschool.
 Portaal: Fascisme en nationaalsocialisme in Nederland · Fascisme · Nationaalsocialisme